# Kelem Mulugeta Mamuyé
Kelem Mulugeta Mamuyé (* 10. Oktober 1994 in Addis Abeba) ist eine äthiopische Fußballspielerin.

## Karriere

### Im Verein
Kelem Mulugeta Mamuyé spielte bis zur Afrikameisterschaft auf Vereinsebene für die Commercial Bank of Ethiopia Sports Association in Addis Abeba. Nach dem Turnier begann sie ein Studium an der Mekele University und gehört gegenwärtig zu dessen Sports Association.

### International
Kelem Mulugeta Mamuyé spielte für die Äthiopische Fußballnationalmannschaft der Frauen die Fußball-Afrikameisterschaft der Frauen 2012 in Ägypten.

## Persönliches
Ihr älterer Bruder Samson Mulugeta (* 1983) spielte einige Spiele für die Äthiopische Fußballnationalmannschaft der Männer und gewann mit seinem Verein Saint-George SA zehn Meisterschaften.